# DIR EN GREY
DIR EN GREY (спочатку dir en grey, потім Dir En Grey (яп. ディル · · アングレイ, diru an gurei)) — J-Rock-гурт сформований 2 лютого 1997 року внаслідок розпаду гурту «LaSadie's». Основний жанр, у якому виступає гурт, — рок, хоча учасники багато експериментували у звучанні, образах та текстах. Спочатку вони були частиною японської течії візуал-кей, але в останні роки вирішили відмовитися від ексцентричного одягу.
Назва команди складається з трьох слів, кожне взяте із різних мов. «Dir» від німецької — твій, «En» з французької — в, а «Grey» з англійської — сірому. Каору стверджує, що «Dir En Grey» означає «сірий момент». У іншому варіанті перекладу — «Ви у Сірому». Японською Dir En Grey вимовляється як «diru an gurei» (діру ен ґирей) і нагадує «doriangurei», Доріана Грея, героя Оскара Вайлда із книги «Портрет Доріана Грея». Самі фанати часто називають гурт просто — Діри.
Dir En Grey є відомим у Азії, Європі та Північній Америці. Журнал Billboard на міжнародних вебсайтах для шанувальників писав, що група «перетнула мовний бар'єр в США у музиці» та «підкорила глядачів без співу на англійській мові».

## Історія

### La: Sadie's
У 1996 році була заснована група La: Sadie's, що складалася із Кьо, Каору, Дая, Шіньї та Кісакі. На концерті у Наґано гурт познайомився із Тошія і подружився з ним. В кінці року Кісакі пішов з гурту через розбіжності, інші продовжували грати разом, але без басу. Тошія замінив його роль у гурті 02 лютого 1997 року і саме тоді з'явився культовий гурт Dir En Grey.

### Початок кар'єри: 1997—1999 рік
Вже через кілька місяців Dir En Grey випустили перший EP Missa. За словами гітариста Каору, назва «die en grey» була обрана через те, що вона «правильно звучить» і складено зі слів різними мовами, тому люди не зможуть прив'язати певне значення до них крім самого гурту.
Гурт вперше привернув увагу громадськості в 1998 році, коли посів перше місце головного японського хіт-параду Oricon зі все ще незалежно виданими піснями «Jealous» і «-I'll-». П'ять наступних синглів, треків, аранжованих і виданих за допомогою одного із засновників групи X Japan Йошікі Хаяші, були випущені протягом першої половини 1999 року, потім вийшов перший повноцінний альбом групи Gauze. Одне з шоу в підтримку альбому (знято в Osaka-jo Hall) пізніше стане першим із живих концертів Dir en Grey, виданих на VHS і DVD.

### Від Macabre до Vulgar: 2000—2004 рік
У 2000 році вокаліст Кьо був госпіталізований через проблеми зі слухом і кілька виступів в підтримку нового альбому Macabre довелося скасувати. «Tour 00 >> 01 Macabre» пройшов пізніше в тому ж році і був завершений у Nippon Budokan незабаром після релізу «Ain't Afraid to Die» у квітні 2001 року.
У наступному році разом із релізом третього альбому Kisou Dir en Grey вперше виступили за кордоном, відвідавши Китай, Тайвань і Південну Корею. Останні дні туру «Rettou Gekishin Angya», вже після повернення до Японії були у підтримку другого EP Six Ugly. Влітку 2003-го Dir en Grey виступали в «Akasaka Blitz» по п'ять вечорів на тиждень. Кожне шоу, окрім першого, було присвячене певному альбому, а останні пісні — були з ще не виданого альбому Vulgar. DVD, до якого був названий Blitz 5 Days, вийшов пізніше ексклюзивно для офіційного фан-клубу «A Knot».

### Початок кар'єри поза Азією: 2005—2006 рік

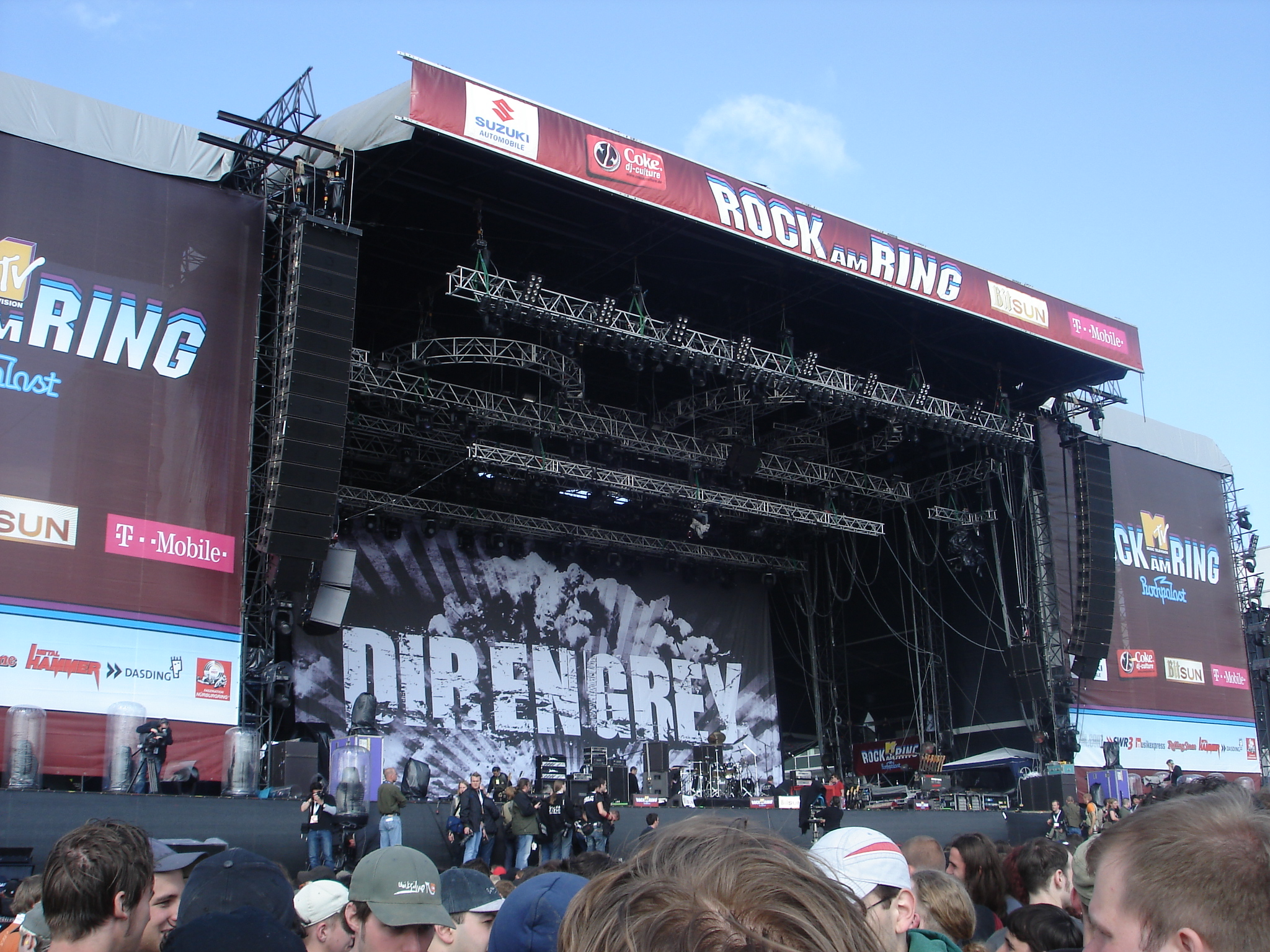
Виступ гурт у 2006 році

У 2005 році Dir en Grey вперше з'явилися в Європі. Квитки на їхні концерти в Берліні та у Парижі, а також, частина туру «It Withers and Withers» були розпродані без реклами завдяки новинам музичних магазинів та інформації в інтернеті. Гурт також відвідав два великих фестивалі — Rock am Ring і Rock im Park. Dir en Grey виступали разом з французьким гуртом ETHS і американським музикантом Wednesday 13.
2005 рік подарував перші офіційні релізи в Європі у вигляді альбому Withering to Death.. До тих пір музика групи була доступна фанам за межами Азії тільки через імпорт і інтернет. Альбом також зумів здобути першу позицію в не азіатському хіт-параді, досягнувши 31-го місця в фінських альбомних чартах. Сингл «Clever Sleazoid», який вийшов слідом, досяг 15-ї позиції в чарті пісень у тій же країні. Кілька пісень Dir en Grey були використані у фільмі Death Trance.
На початку 2006 року гурт мав тур у США. Концерти на підтримку альбому Withering to Death відбулися в Остіні (Техас) (фестиваль «South by Southwest»), Нью-Йорку (клуб Авалон) і Лос-Анджелесі (Каліфорнія) («Wiltern Theatre»). Знову всі квитки були розпродано за кілька днів. Влітку, після кількох концертів і фестивалів у Німеччині, Кьо знову був госпіталізований, тепер вже через запалення голосових зв'язок. Два концерти в Японії були перенесені, але Dir en Grey зумів приєднатися до туру «Family Values Tour» групи Korn. У жовтні група повернулася в Японію, щоб виступити на Loud Park Festival, разом із такими музичними гуртами, як Megadeth, Slayer і Children of Bodom. 22-й сингл під назвою «Agitated Screams of Maggots» був виданий 15 листопада під час японського етапу туру «Inward Scream tour». 30 січня кліп на пісню Saku став відео року на шоу MTV2 «Headbanger's Ball».

### The Marrow of a Bone та Uroboros: 2007—2008 рік

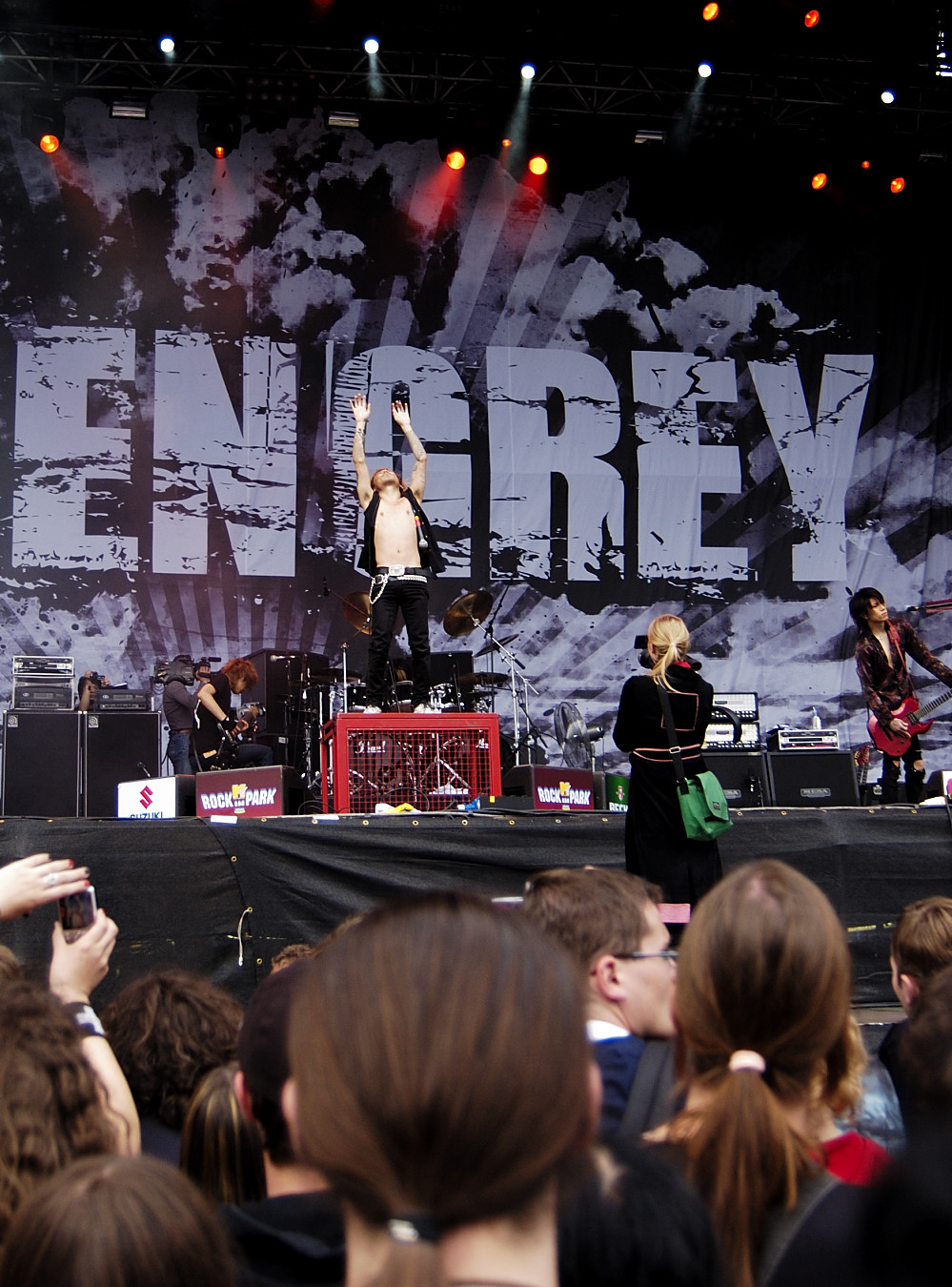
Dir En Grey на Rock im Parku 2007.

З 1 лютого по 25 лютого Dir en Grey їде на свій перший хедлайн-тур у Північній Америці, відвідує 17 міст із підтримкою таких видатних гуртів як Bleed the Dream і Fair to Midland. Шостий альбом Dir en Grey, The Marrow of a Bone, виходить 7 лютого в Японії, а також, протягом наступних місяців, у США та Європі. Диск відрізнявся чітким похмурим агресивним настроєм. Влітку група відкривала концерти американського туру Deftones, а потім відвідала Європу, де вперше виступила у Данії, Фінляндії, Швеції і Великій Британії на хедлайн-концертах, а також на трьох фестивалях. Після європейського туру музиканти повернулися до Японії, де провели тур «Dozing Green» в підтримку нового синглу. Тур був продовжений у вересні в Європі, яку група відвідала вже вдруге за рік. 19 грудня в честь десятиріччя гурту вийшли дві збірки вибраних композицій.
Гурт вирушив на інший міжнародний тур у вересні, названий на честь їх останнього синглу «Dozing Green», починаючи з Японії і продовжуючи в Європі, в тому числі їх перші виступи відбулися в Голландії і Швейцарії. У кінці листопада, Dir En Grey відкривав два шоу для гурту Linkin Park на Сайтама Супер Арена, а в грудні проводиться новий тур Японією як акт підтримки 10 Years. Відзначаючи десяту річницю як гурт, Dir En Grey випустив дві компіляції найгучніших хітів під назвою Decade 1998—2002 і Decade 2003—2007 відповідно, які були представлені 19 грудня.
На початку 2008 року, Dir En Grey оголосили про плани почати запис нового студійного альбому. Їх першим туром у році, в травні, був один тур Японією з результатом трьох концертів в AgeHa, титулований Death over Blindness. Між гастролями, Dir En Grey здійсненими на одну ніч із двох ночей з hide (музикант) 4 травня, поряд з X Japan, Luna Sea та іншими. Другий японський тур, під назвою Tour 08 The Rose Trims Again розпочався 10 вересня той же день, коли відбувся реліз їх синглу «Glass Skin».
12 листопада 2008 року група випускає вже сьомий альбом Uroboros, в якому команда перейшла до ще більш важкого звуку та емоцій, навіть істеричних, зривних вокалів. Пісні із двох попередніх синглів були видані на диску і англійською мовою. Диск вийшов у трьох варіантах, найдорожчий із яких містив окрім двох дисків і два вінілових DVD.

### Dum Spiro Spero: 2009—2011 роки

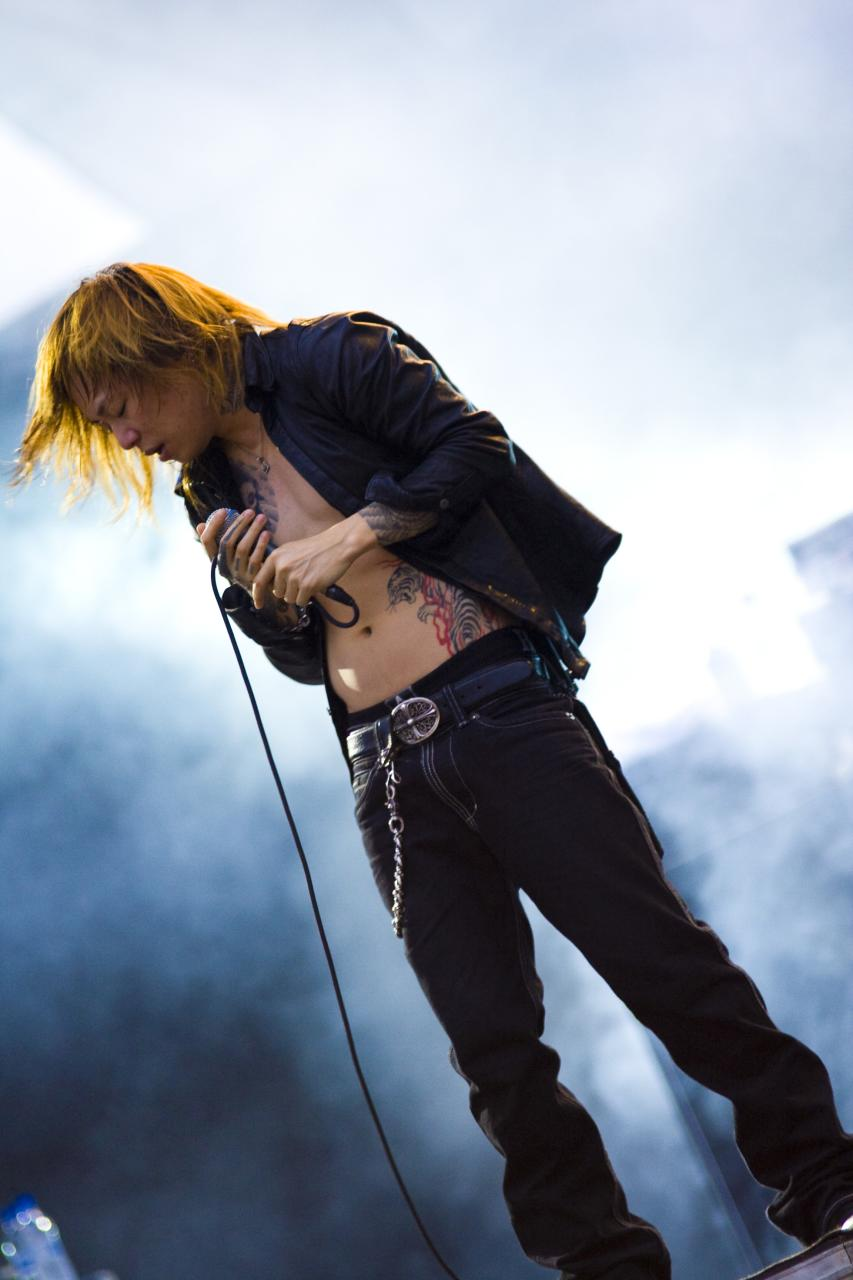
Кьо на концерті у Бразилії в 2009 році.

Dir En Grey розпочав 2009 року тур TOUR09 FEAST OF Ⅴ SENSES до 23 квітня. 4 концерти включали, серед іншого, і запис їх фан-клубу.
Починаючи з 2009 року, Dir En Grey здійснювали свій перший ретельний екскурс по Великій Британії та Ірландії з Kerrang! «Relentless Tour '09» поруч з Mindless Self Indulgence, Bring Me the Horizon, Black Tide і In Case of Fire. У лютому гурт оголосив у прямому ефірі про публікацію DVD, Tour 08 The Rose Trims Again, а також про працю з європейським лейблом, новоствореним Okami Records, сестринського представництва колишнього Європейського Gan-Shin.
Щоб не залишатись без роботи у іншій частини року, група розпочала новий тур під назвою TOUR09 ALL VISIBLE THINGS, який розпочався 2 серпня і закінчився до 9 вересня. А в червні 2009 року, гурт оголосив про випуск DVD для фан-клубу, який був першим із серії з 5-ти DVD-дисків.
26 серпня Dir En Grey оголосив про випуск DVD диску зі своїми кліпами: d'UROBOROS, THE MARROW OF A BONE, а також — AVERAGE BLASPHEMY.
15 вересня група також оголосила про випуск нового синглу 激し さ と, この 胸 の 中 で 絡み付い た 灼熱 の 闇 (Hageshisa to, Kono Mune no Naka de Karamitsuita Shakunetsu no Yami) на 2 грудня. Він містив треки із назвами ZAN і Shokubeni, GAUZE і VULGAR.
Після двох концертів проведених на Nippon Budokan, Dir en Grey видали збірку фотографій і відеокліпів, оголосивши про плани ще більшої діяльності за кордоном. У 2010 році вони взяли участь у фестивалі SONISPHERE у Лондоні в KOKO Live House 6 серпня.
У травні 2010 року група оголосила про початок нового туру, в тому числі дати в Лондоні (але не фестиваль SONISPHERE), дві дати в Росії і дев'ять в Японії, перші два зарезервовані для членів фан-клубів. Тур починається 3 серпня на Live House KOKO Лондоні і закінчується 21 липня в Shinkiba Studio Coast.
26 січня 2011 року, через рік після оголошення про Hageshi Sato, Kono Mune no Naka de Karamitsui ta Shakunetsu no Yami, гурт випустив новий сингл під назвою LOTUS, у якому містився переглянутий варіант OBSCURE, а також живий запис REIKETSU NARISEBA.
Нарешті, група оголосила про ще один новий сингл під назвою DIFFERENT SENSE 22 червня 2011 року, потім вийшов довгоочікуваний альбом «DUM SPIRO SPERO» 3 серпня того ж року.

### The Unravelings та s u k e k i y o: 2012—2013 роки
Триває тур Японією та деякими країнами світу. Вперше про сольний чи окремий проект Кьо заговорив у 2012 році. Втіленням цієї мети став гурт s u k e k i y o. Але Кьо не пішов з DIR EN GREY, а лише паралельно грає у другому гурті з іншими минулими музикантами таких груп, як Rentrer en Soi, 9GOATS, kannivalism, Rentrer en Soi.
У лютому 2012 року, після візиту лікаря, вокалісту Кьо був поставлений діагноз вокальної вузликової дисфонії, внаслідок чого гурт припиняє тур The Still Reckless Tour в Північній Америці, де Dir en Grey виступали разом з «Asking Alexandria», «Trivium», «Motionless in White» і «I See Stars». Хоча Кьо гопіталізовували і раніше в 2006 і 2009 роках через вокальне запалення, йому не була необхідна операція до цього часу. Кьо пізніше заявив, що його стан міг лікуватися за допомогою ліків.
11 серпня 2012 року Dir En Grey виграли на Extreme Metal Olympics організованому Loudwire.com, вигравши у Death у фіналі. Група випустила сингл «Rinkaku» 19 грудня після півторарічної перерви з моменту їх попереднього синглу. Крім того, 25 грудня в Токіо почався тур під назвою In Situ.
3 квітня 2013 року вони випустили свій третій EP під назвою The Unraveling з одною новою і шістьма переспіваними піснями. 5 квітня група почала тур Tabula Rasa у підтримку нового EP. В червні 2013 року група взяла участь у короткому турі по Європі.
У вересні 2013 року Dir en Grey розпочали свій Ghoul tour, який відбувався з 18 вересня по 23 жовтня в Японії і продовжився 3 листопада в Північній Америці. Група також оголосила про випуск двох back-to-back-шоу, які відбулись в Будокані в березні 2014 року під назвою «Dum Spiro Spero» разом з новим синглом, «Sustain the Untruth», який був випущений в січні 2014 року.

### 2014—2016:ARCHE
9 березня 2013 року було оголошено, що група працює над новим альбомом під назвою"ARCHE", який вийшов в грудні 2014 року. 9 грудня було опубліковане нове відео «Revelation of mankind» у підтримку нового альбому.
У 2014 році група також дала серію концертів в Японії до 15-річчя створення з акцентом на своєму дебютному альбомі «GAUZE». Випуск нового альбому супроводжуватиметься новим туром 2014—2015 року під назвою By the Grace of God. Тур буде супроводжуватися ще однією назвою The Unstoppable Life, в квітні і травні 2015 року. 27 червня 2015 року, DIR EN GREY спільно з гуртом Luna Sea на Lunatic Fest Makuhari Messe.
5-6 лютого 2016 року, DIR EN GREY виконали свій альбом Arche на Nippon Budokan і з червня 2016 року випустили Blu-ray & DVD. 6 лютого 2016 року, було офіційно оголошено, що група випустить свій новий сингл в липні 2016 року. Нова пісня буде виконана у різних варіаціях у: Tour16-17 From Depression To ________ [mode of Vulgar], Tour16-17 From Depression To ________ [mode of Dum Spiro Spero], і Tour16-17 From Depression To ________ [mode of 鬼葬] з червня по листопад 2016 року.

## Музичний стиль і тематика пісень
Почавши з важкої форми альтернативного року творчість Dir En Grey змінювалась протягом часу існування. Деякі треки з їх дебютного альбому Gauze виникли під впливом поп-року. Однак вони змінилися на більш прогресивне звучання у наступних альбомах Macabre і Kisou. Деякі пісні були вже більш швидкими, істеричними і агресивними, аніж попередні. Музика групи остаточно змінилася із релізом EP Six Ugly, у якому відчувається вплив важкого металу. Стиль Dir en Grey з тих пір розвивається у напрямку сучасних змішаних жанрів Північної Америки, таких як ню-метал і металкор.
Всі тексти написані вокалістом Кьо і мають стосуються суспільства, мас-медіа, а також сексуального шаленства і кохання, зазвичай відображених у негативному світлі. Слова змінюються від ніжних висловів аж до нецензурної лайки, деякі пісні мають подвійний сенс, зустрічається гра слів, часто використовуються різні значення за допомогою ієрогліфів.

## Склад гурту

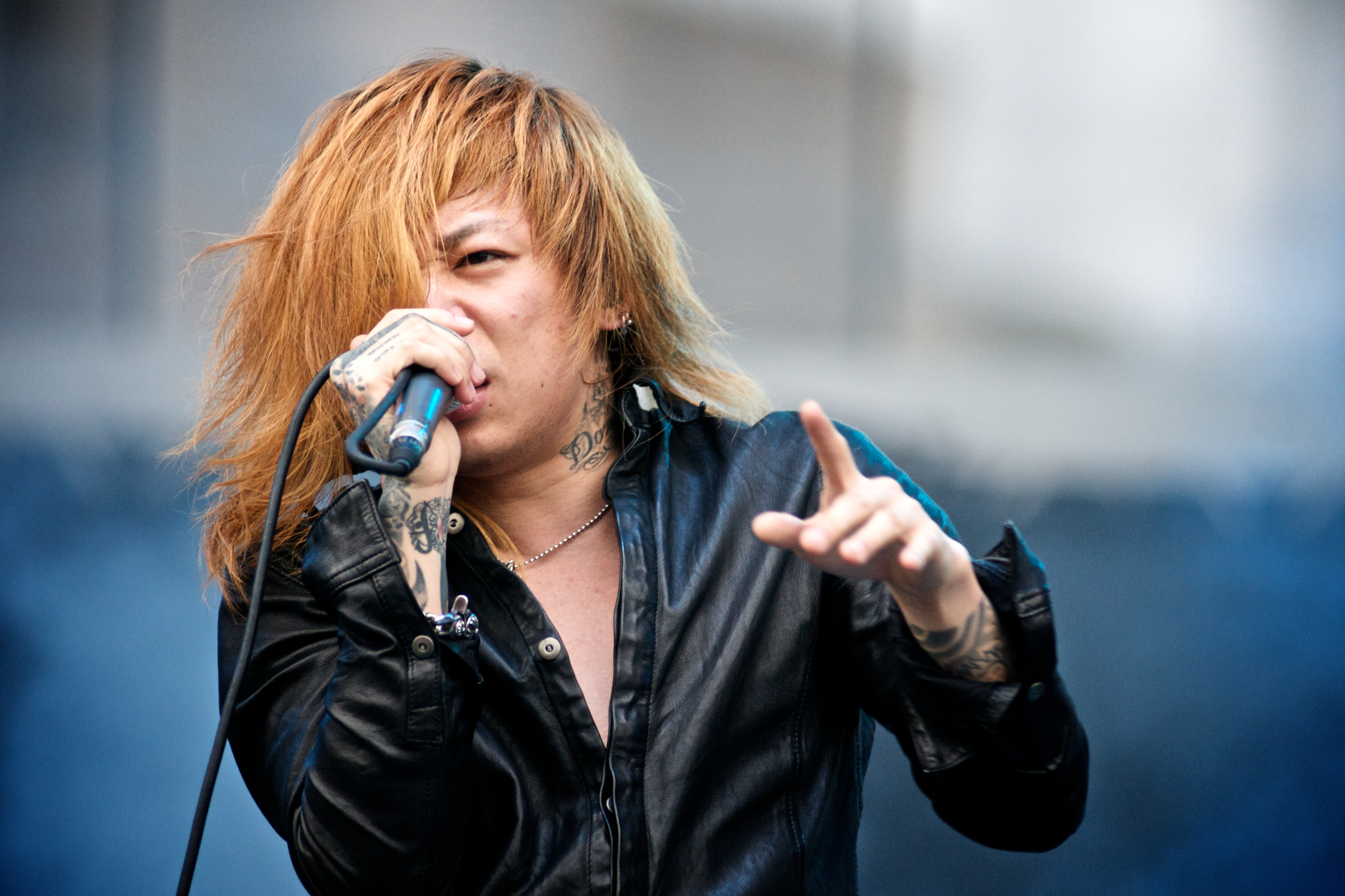
Кьо 2009

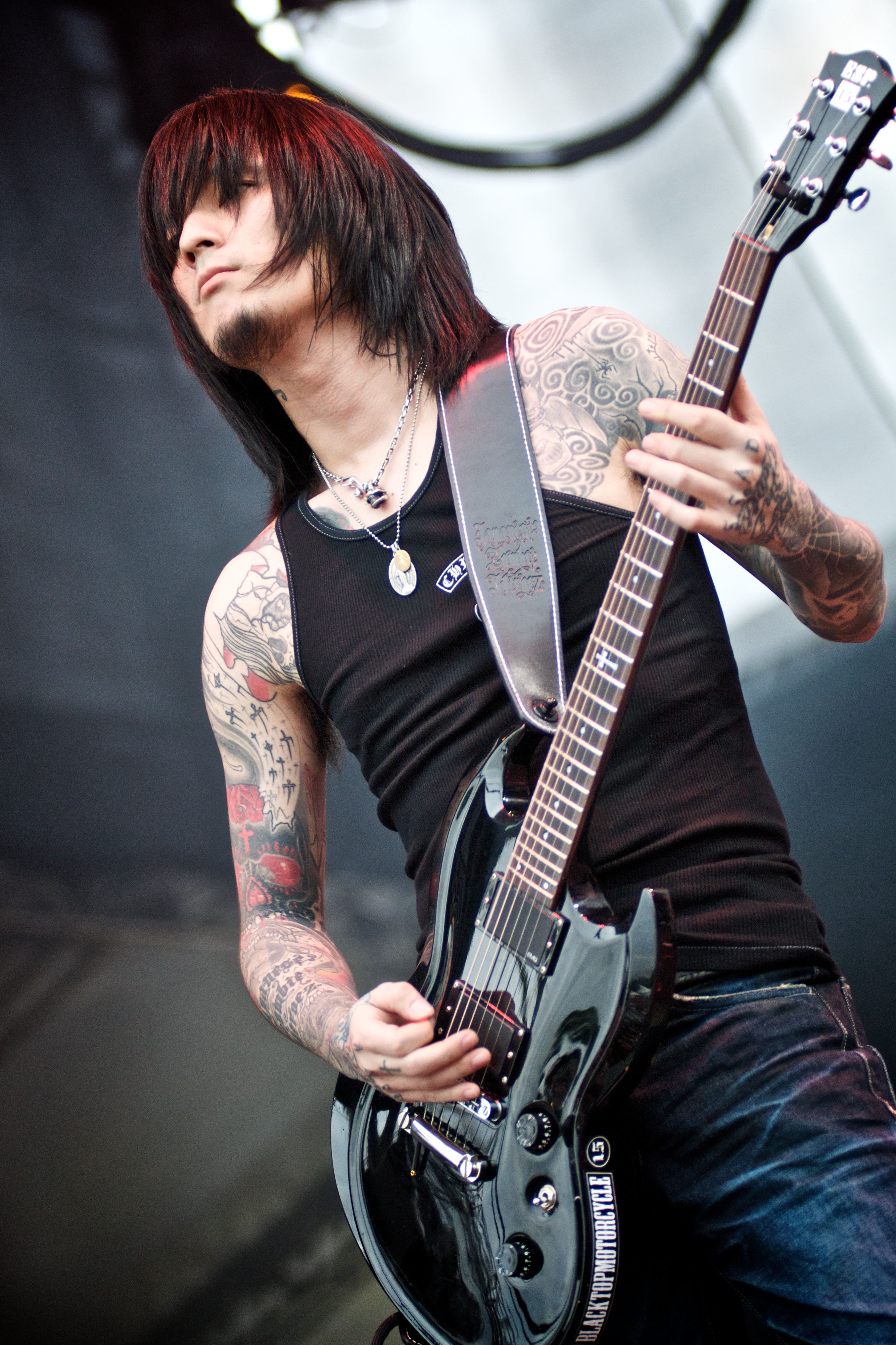
Каору 2009

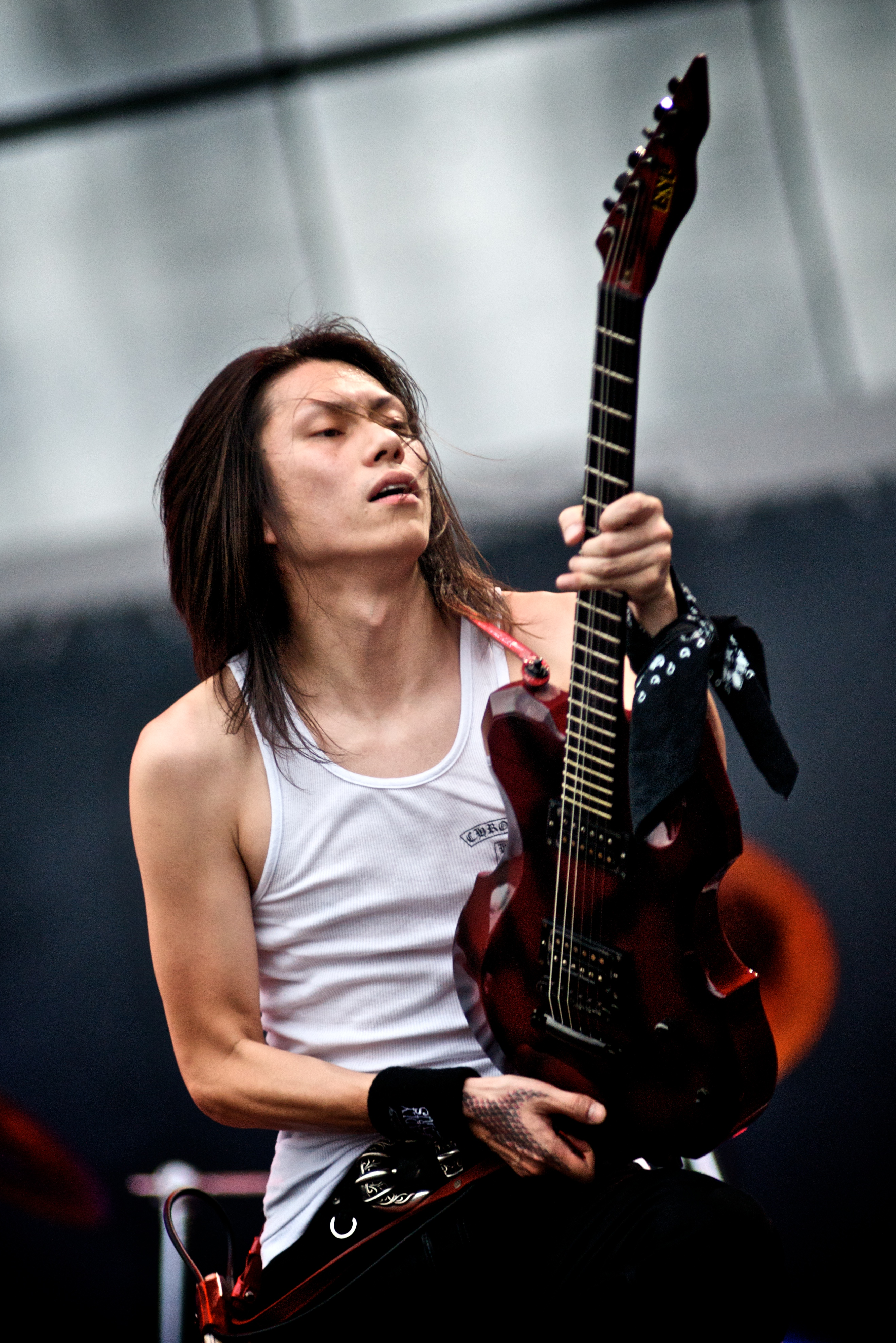
Дай 2009

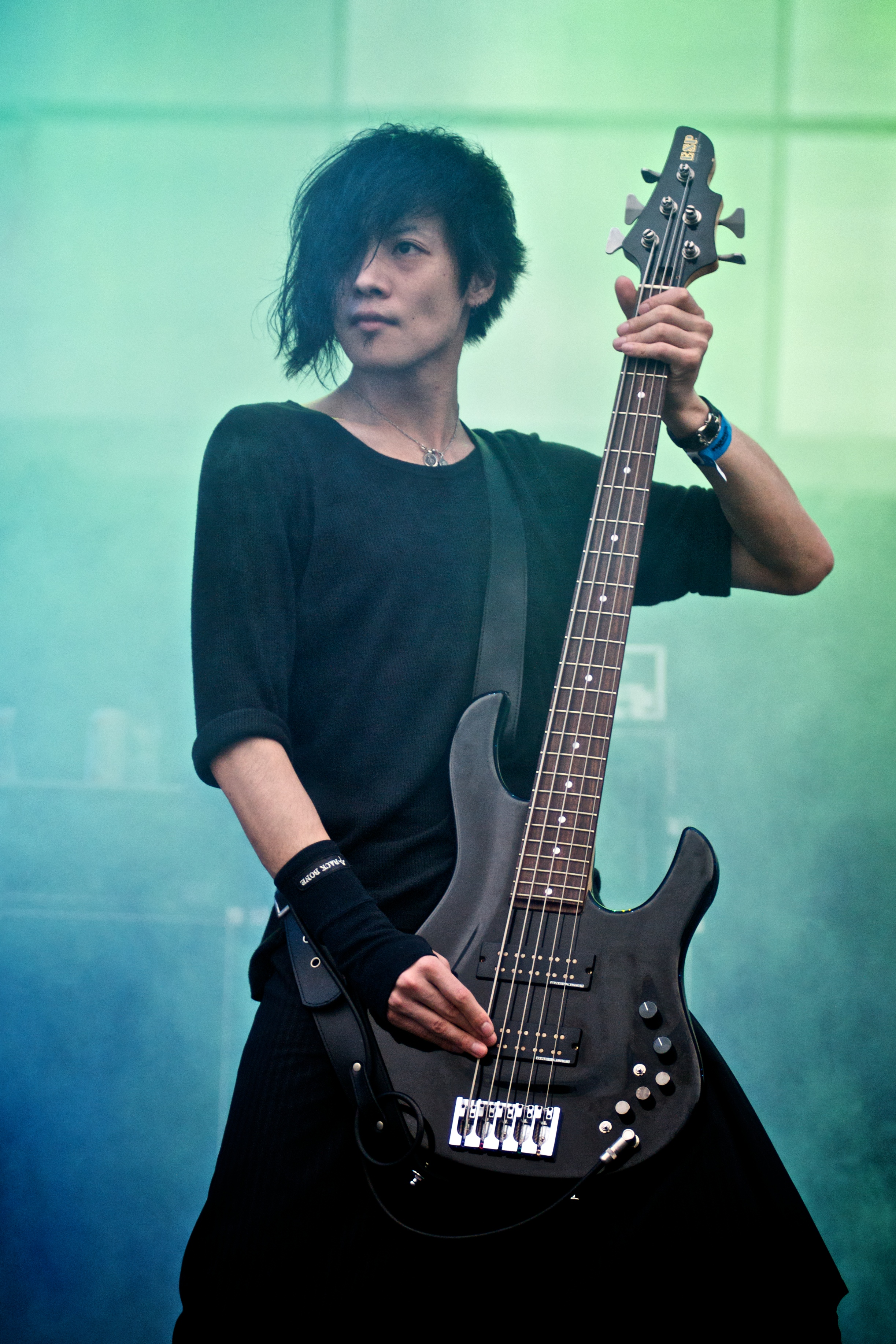
Тошія 2009

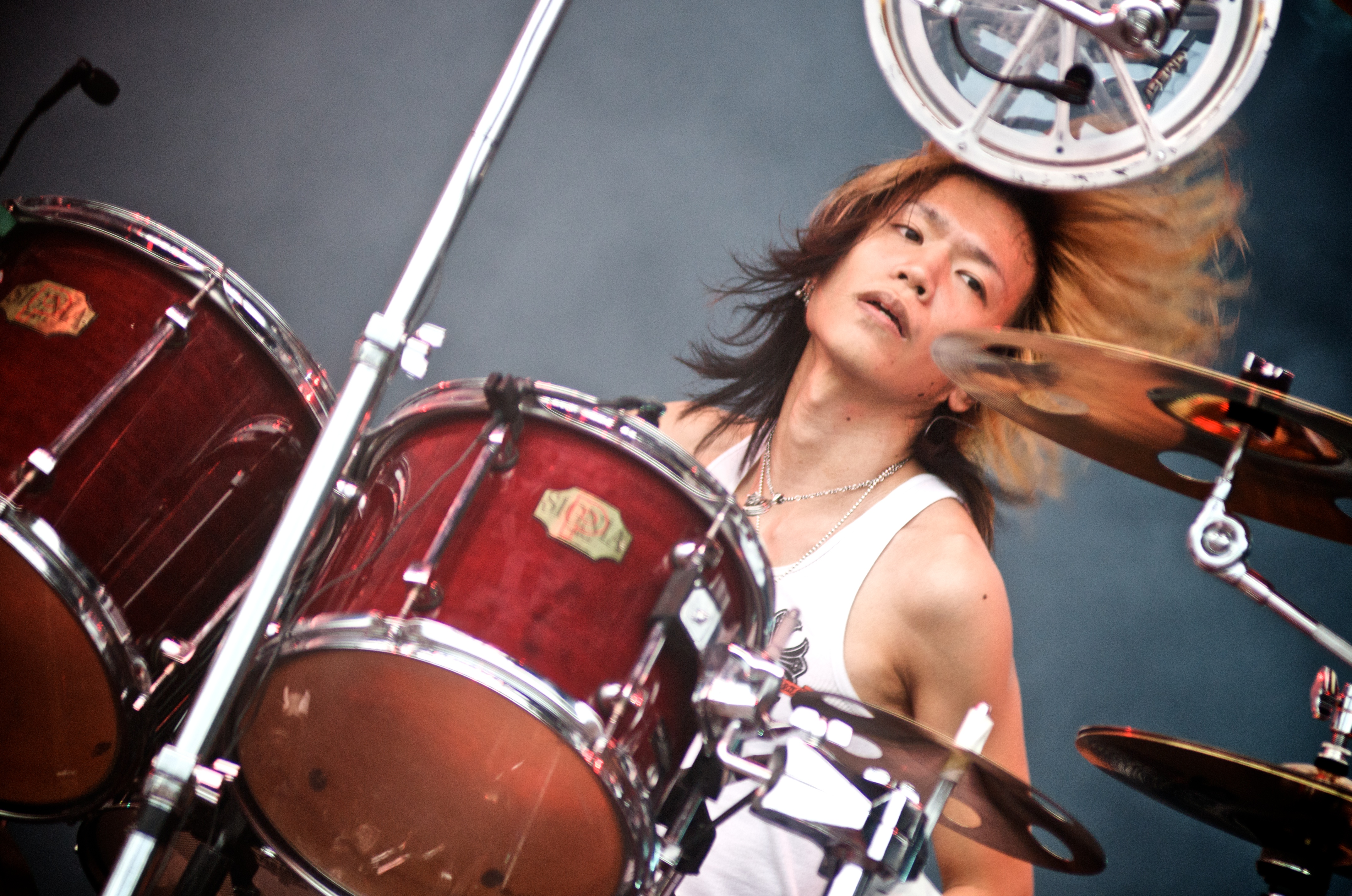
Шінья 2009

Як і у багатьох інших японських груп, учасники «DIR EN GREY» підписуються своїм ніком або сценічними прізвиськами, імена Кьо (яп. 京) і Каору (яп. 薫) зазвичай пишуться ієрогліфами. Щоб уникнути спекуляцій і проблем з радикальними фанами повні імена музикантів, як правило, не розголошуються. Склад DIR EN GREY майже незмінний з моменту її створення у 1997 році. За винятком Тошії, всі члени до цього були разом у групі, яка була заснована в 1995 році і називалася La: Sadie's.

### Кьо
- Вокал: Кьо (Тоору Нісімура)

京, народився 16 лютого 1976 в Кіото, Японія. Він написав текст всіх пісень групи. Це більше п'ятдесяти пісень, а також численні вірші, які він опублікував у його двох «Поемних Книгах».
Вокал Кьо відображається в його вокальному діапазоні і таланті, незвичайних звуках і шумах, дивності. В огляді альбому «UROBOROS» у Sputnik Music було напсиано: «Я закликаю вас, знайти хоча б одного співака який співає в будь-якому жанровому ряді більше, ніж цей хлопець».
В молодості, за його словами, Кьо ніколи не хотів займатися музикою. Він передумав тільки тоді, коли дізнався про групи X Japan, Kuroyume та Buck-Tick. Він почав з Visual Kei і дебютував з помірним успіхом на гітарі і басі. Таким чином він почав свою кар'єру співака й автора пісень.
До La: Sadie's він був членом гурту Gesshoku, Visun, Masquerade і Haijin kuro bara zoku. У 2013 Кьо заснував проект-гурт під назвою Sukekiyo. У травні 2014 він гастролював з Sukekiyo в Японії, а у вересні — в Європі.

### Каору
- Гітара: Каору (Каору Ніікура)

'薫', народився 17 лютого 1974 Хьюго, Японія. Перший гітарист Dir En Grey і «лідер групи», тобто людина, яка займається всіма проблемами.
Каору почав грати на гітарі в юності. Його бажання робити музику професійно було, серед іншого, спричинено популярністю X Japan і особливо їх гітаристом hide (музикант).
У 1996 році Каору стає членом гурту La: Sadie's як заміна для їх колишнього гітариста Шіо. Раніше він грав у групі CHARM.
Для Dir En Grey Каору створював зовсім інші пісні, написані самостійно, в тому числі Cage, MACABRE -揚羽ノ羽ハ夢ノ蛹- (MACABRE -sanagi no yume wa ageha no hane-), ザクロ (Zakuro) та JESSICA.

### Дайске
- Гітара: Дай (Дайске Андо)

Народився 20 грудня 1974 в Міе, Японія. Є другим гітаристом гурту і єдиним членом, який залишається при своєму найбільш суттєвому аспекті візуал-Кей у групі, до согодення: його любов до червоного кольору, відображається дизайні деяких з його гітар, і, як правило, також виражається в кольорі волосся.

### Тошія
- Бас: Тошія (Хара Тошімаса)

Народився 31 березня 1977 Нагано, Японія. Тошія не був членом «першої» групи La: Sadie's, але прийшов як басист на місце Kisaki, після чого і виник Dir En Grey.
Він сприяв створенню таких пісень, як Erode, Egnirys cimredopyh injection і Bottom of the Death Valley.

### Шінья
- Ударні: Шінья (Шінья Терачі)

Народився 24 лютого 1978 року в Осака, Японія. Наймолодший член гурту, барабанщик. Натхненний ранніми концертами у шкільних групах і його ідолом Йошікі з X Japan, він вирішив стати музикантом.

## Дискографія
Альбоми
| Реліз        | Назва                |
| ------------ | -------------------- |
| [28.07.1999] | GAUZE                |
| [20.09.2000] | MACABRE              |
| [30.01.2002] | 鬼葬                 |
| [10.09.2003] | VULGAR               |
| [09.03.2005] | Withering to death.  |
| [07.02.2007] | THE MARROW OF A BONE |
| [12.11.2008] | UROBOROS             |
| [03.08.2011] | DUM SPIRO SPERO      |
| [10.12.2014] | ARCHE                |
| 2018         | The Insulated World  |
| 2022         | Phalaris             |

Композиції
| Реліз        | Назва                            |
| ------------ | -------------------------------- |
| [22.08.2001] | 改-KAI- (remix album)            |
| [19.12.2007] | DECADE 1998—2002 (Compilation)   |
| [19.12.2007] | DECADE 2003—2007 (Compilation)   |
| 2012         | UROBOROS [Remastered & Expanded] |

Міні-альбоми
| Jahr         | Name           |
| ------------ | -------------- |
| [25.09.1997] | Missa          |
| [31.07.2002] | six Ugly (EP)  |
| [03.03.2013] | THE UNRAVELING |

### Сингли
| Реліз        | Назва | Альбом                      |
| ------------ | --- | --------------------------- |
| [10.05.1998] | JEALOUS | Keines                      |
| [12.08.1998] | I'll | Keines                      |
| [20.01.1999] | Akuro no Oka [アクロの丘]                                                                                     | GAUZE                       |
| [20.01.1999] | 残-ZAN- | GAUZE                       |
| [20.01.1999] | Yurameki [ゆらめき]                                                                                           | GAUZE                       |
| [26.05.1999] | Cage | GAUZE                       |
| [14.07.1999] | Yokan [予感]                                                                                                  | GAUZE                       |
| [16.02.2000] | Myaku [脈] | MACABRE                     |
| [06.07.2000] | 【KR】cube | MACABRE                     |
| [26.07.2000] | Taiyou no Ao [太陽の碧]                                                                                       | MACABRE                     |
| [18.04.2001] | ain't afraid to die                                                                                           | не входив до альбому        |
| [12.09.2001] | FILTH | 鬼葬                        |
| [14.11.2001] | JESSICA | 鬼葬                        |
| [19.12.2001] | embryo | 鬼葬                        |
| [31.07.2002] | Child prey | VULGAR                      |
| [22.01.2003] | DRAIN AWAY | VULGAR                      |
| [23.04.2003] | Kasumi [かすみ]                                                                                               | VULGAR                      |
| [17.03.2004] | THE FINAL | Withering to death.         |
| [14.07.2004] | [朔] -saku-                                                                                                   | Withering to death.         |
| [21.09.2005] | CLEVER SLEAZOID                                                                                               | THE MARROW OF A BONE        |
| [27.06.2006] | Ryoujoku no Ame [凌辱の雨]                                                                                    | THE MARROW OF A BONE        |
| [15.11.2006] | Agitated Screams of Maggots                                                                                   | THE MARROW OF A BONE        |
| [24.10.2007] | DOZING GREEN                                                                                                  | UROBOROS                    |
| [10.09.2008] | GLASS SKIN | UROBOROS                    |
| [02.12.2009] | Hageshisa to, Kono Mune no Naka de Karamitsuita Shakunetsu no Yami [激しさと、この胸の中で絡み付いた灼熱の闇] | DUM SPIRO SPERO             |
| [26.01.2011] | LOTUS | DUM SPIRO SPERO             |
| [22.06.2011] | DIFFERENT SENSE                                                                                               | DUM SPIRO SPERO             |
| [19.08.2011] | [蜜と唾] Tsumi to Batsu (New ver.)                                                                            | iTunes Store / Live-limited |
| [19.12.2012] | RINKAKU『輪郭』                                                                                               | ?                           |
| [22.02.2014] | SUSTAIN THE UNTRUTH                                                                                           | ?                           |

## Відеографія

### DVD
| Реліз | Назва                                                              | Art  |
| ----- | ------------------------------------------------------------------ | ---- |
| 2000  | GAUZE-62045-                                                       | Кліп |
| 2000  | 1999年12月18日 大阪城ホール                                        | Live |
| 2001  | TOUR 00>>01 MACABRE                                                | Live |
| 2002  | 鬼門                                                               | Кліп |
| 2003  | 列島激震行脚 FINAL 2003 5 Ugly KINGDOM                             | Live |
| 2004  | BLITZ 5DAYS DVD-BOX                                                | Live |
| 2004  | TOUR04 THE CODE OF VULGAR[ism]                                     | Live |
| 2005  | AVERAGE FURY                                                       | Кліп |
| 2005  | AVERAGE PSYCHO                                                     | Кліп |
| 2006  | TOUR05 It withers and withers -Bootlegged-                         | Live |
| 2006  | TOUR05 It Withers and Withers                                      | Live |
| 2007  | DESPAIR IN THE WOMB                                                | Live |
| 2008  | IN WEAL OR WOE                                                     | Live |
| 2009  | A KNOT OF                                                          | Live |
| 2009  | TOUR08 THE ROSE TRIMS AGAIN                                        | Live |
| 2009  | TOUR09 FEAST OF V SENSES                                           | Live |
| 2009  | AVERAGE BLASPHEMY                                                  | Кліп |
| 2010  | UROBOROS -with the proof in the name of living…- AT NIPPON BUDOKAN | Live |
| 2012  | TOUR2011 AGE QUOD AGIS Vol.1 [Europe & Japan]                      | Live |
| 2012  | TOUR2011 AGE QUOD AGIS Vol.1[Europe & Japan]                       | Live |
| 2013  | 「a knot」 LIMITED −2012.10.10 SHIBUYA-AX-                         |      |
| 2013  | TOUR12-13 IN SITU-TABULA RASA                                      |      |
| 2014  | TOUR13 GHOUL                                                       |      |
| 2014  | DUM SPIRO SPERO AT NIPPON BUDOKAN                                  |      |

### VHS
- 「楓」～if trans…～ CRYSTAL VIDEO BOX Clip-Video (15 січня 1998)
- 「楓」～if trans…～ Clip-Video (8 липня 1998)
- 妄想統覚劇 Clip-Video (7 жовтня 1998)
- 妄想格外劇 Live-Video (7 жовтня 1998)
- GAUZE-62045- Clip-Video (17 листопада 1999)
- 1999年12月18日 大阪城ホール Live-Video (16 лютого 2000)
- TOUR 00>>01 MACABRE Deep[-], Deep[-], Deep[-], Deep[er] Live-Video (2000)
- TOUR 00>>01 MACABRE Live-Video (25 липня 2001)
- 鬼門 Clip-Video (20 березня 2002)
- 列島激震行脚 FINAL 2003 5 Ugly KINGDOM Live-Video (21 травня 2003)

### Album scores
- GAUZE (1999)
- MACABRE (2001)
- 鬼葬 (2002)
- six Ugly (2005)
- VULGAR (2005)
- Withering to death. (2010)
- THE MARROW OF A BONE (2010)
- UROBOROS (2011)
- DUM SPIRO SPERO (2013)
- ARCHE (2014)

### Фотокниги
- Dir en greyやろうぜ (1999)
- 視覚[a dead angle] (2000)
- DRAGON FLY (2002)
- 「××」 A pilgrimage capsizing the Islands 2002 ASIA THE JAPANESE F××KER FAMILY (2002)
- 我 (2003)
- THE MANIPULATED LIFE (2005)
- DIR EN GREY GUITAR BOOK feat. 薫 & Die (2008)
- SHANKARA (2008)
- SHANKARA -breathing- (2008)
- DIR EN GREY BASS & DRUMS BOOK feat. Toshiya & Shinya (2010)
- OUROBOROS (2010)
- AMON (Buch + CD, 2011)
- DIR EN GREY OVERSEAS DOCUMENTARY GREED (2012)
- MINERVA -輪郭- (2012)
- MINERVA -THE UNRAVELING- (2012)

## Галерея

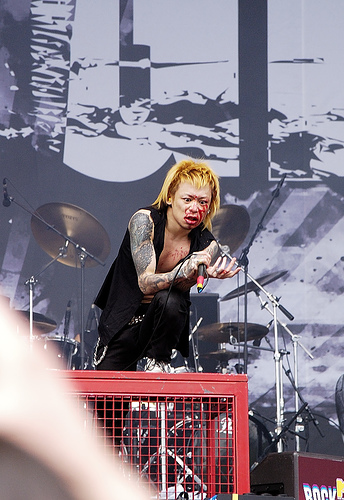
Кьо на концерті у 2006 році, у власній крові від самопорізів.
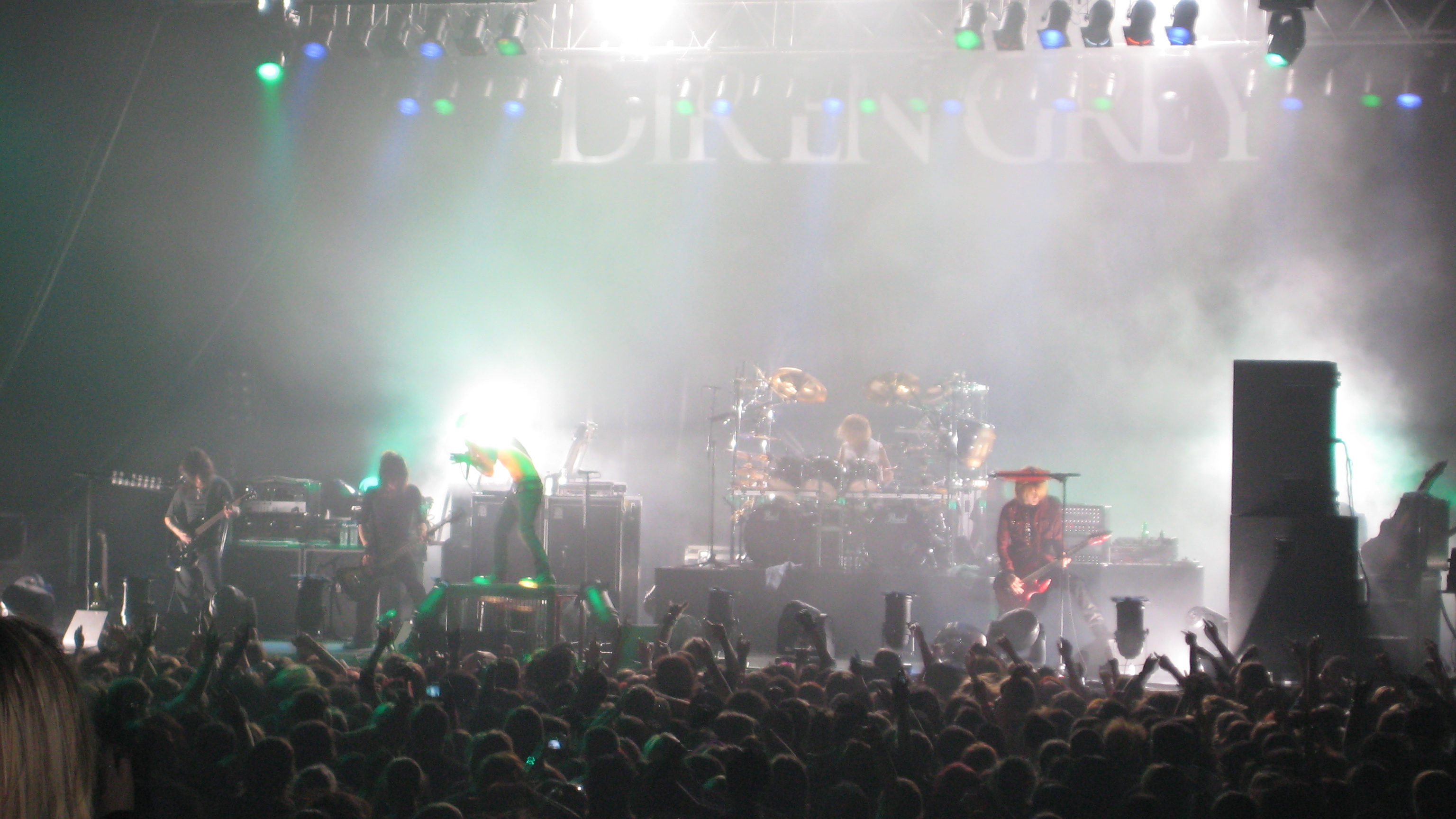
Dir En Grey у Парижі, 2007 рік.
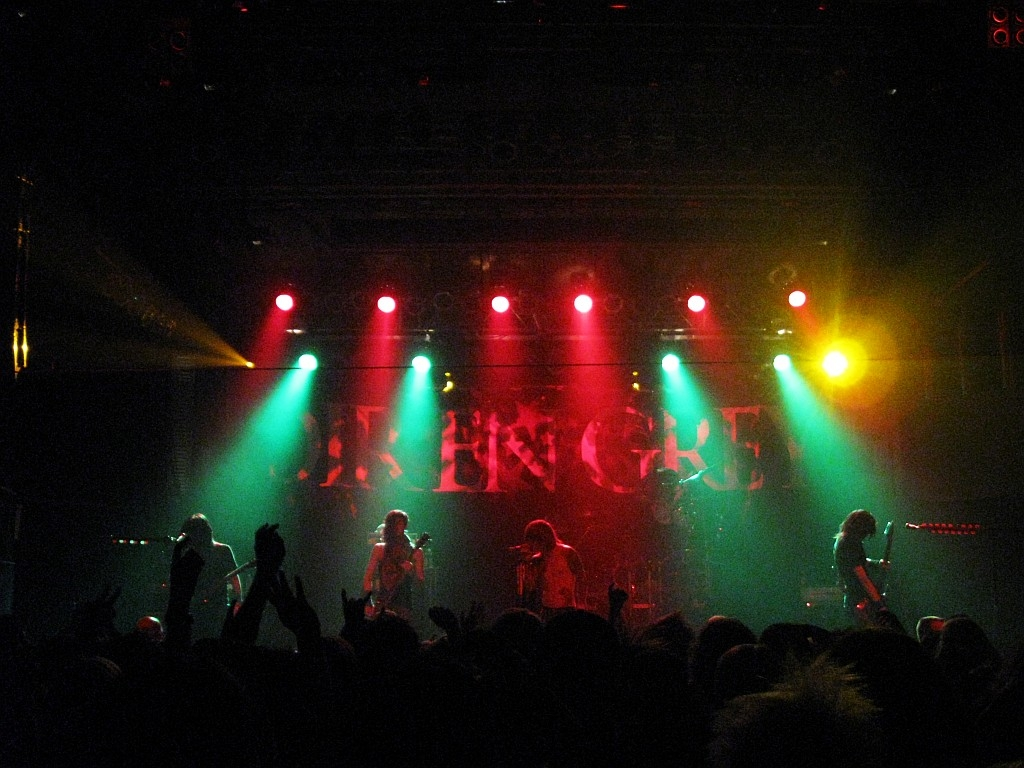
Dir En Grey на Saarbrücken у 2009 році.
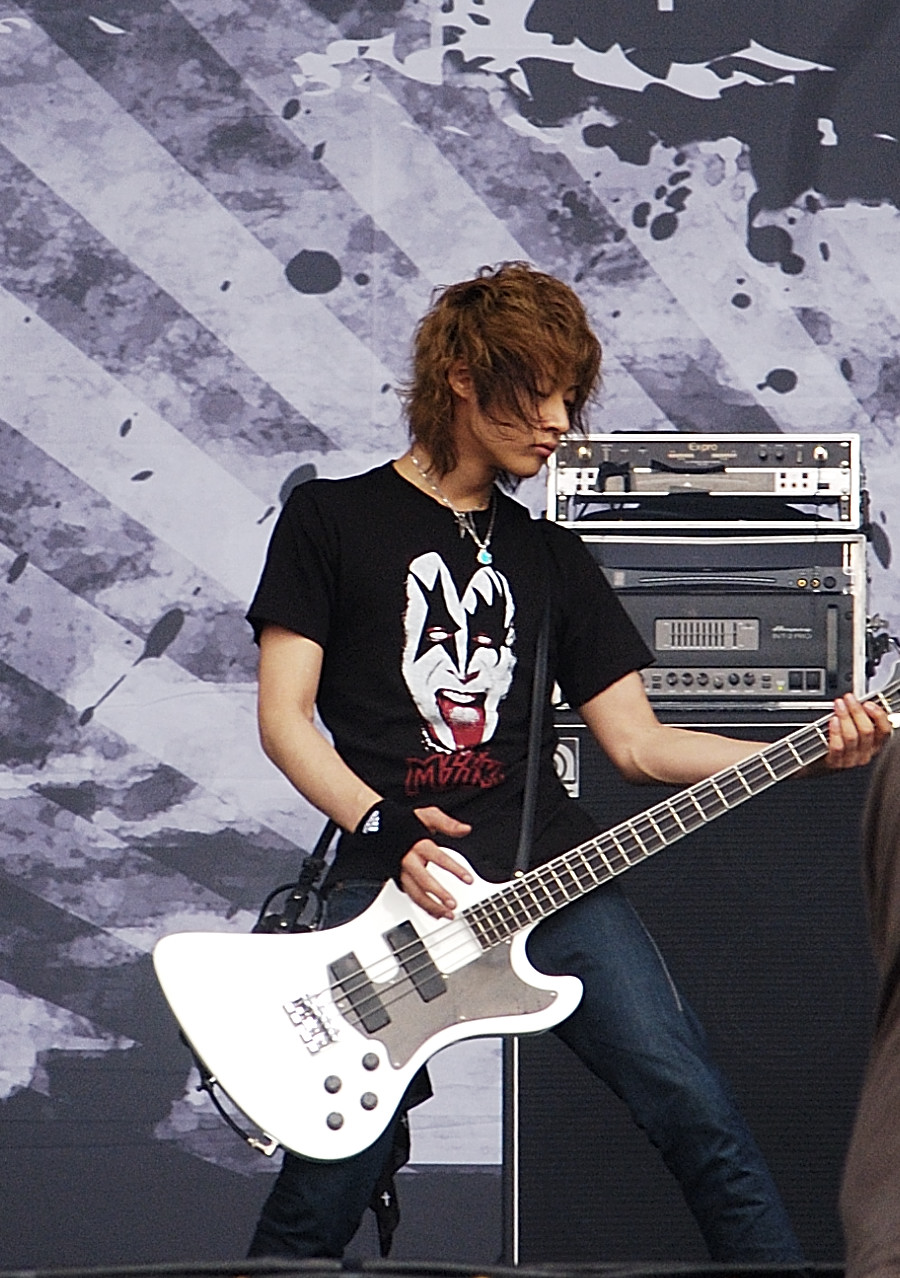
Тошія на концерті.